# Các núi thiêng của Piedmont và Lombardy
Sacri Monti (tiếng Ý nghĩa là "Các núi thiêng")  của Piedmonte và Lombardy là một loạt 9 nhóm nhà nguyện và đồi Calvary cùng các cấu trúc khác hình thành ở miền Bắc Ý trong cuối thế kỷ 16 và 17. Các công trình thể hiện cho các khía cạnh khác nhau của đức tin Kitô giáo và được coi là có vẻ đẹp tuyệt vời của chi tiết kiến trúc hài hòa với cảnh quan thiên nhiên xung quanh đồi, rừng và hồ. Chúng cũng chứa nhiều tác phẩm nghệ thuật quan trọng dưới dạng tranh tường và tượng tạc. Năm 2003, UNESCO đã đưa khu vực này vào di sản thế giới.

## Mô tả
Mô hình của đồi Calvary hay còn gọi là "núi thánh" được hình thành bởi các tín đồ Kitô hữu từ cuối thế kỷ 15, trong Phong trào Phản Cải cách lan từ Ý ra khắp châu Âu và Tân thế giới. Một đồi gồm có một tổ hợp các cấu trúc trên sườn núi với một loạt các nhà nguyện và phòng nhỏ mô tả cuộc đời của chúa Giê-su, Đức Mẹ Maria hoặc các Thánh dưới hình thức tranh vẽ hoặc tác phẩm điêu khắc.
Được coi như là một địa điểm tái định cư của New Jerusalem, các núi thiêng tạo điều kiện cho những người hành hương đến thăm các địa điểm Thánh bằng cách gợi lên trên một quy mô nhỏ hơn, mà trong đó diễn ra Cuộc thương khó của Giêsu. Các núi thiêng nằm trên một khu vực đất cao, trong khung cảnh tự nhiên cách các thị trấn một khoảng. Những người hành hương đến đây trên những con đường, gợi lại Con đường khổ nạn, con đường chúa mang Thập giá từ Jerusalem tới Đồi Sọ.
Dưới đây là danh sách 9 núi thiêng nằm trong danh sách Di sản thế giới:
- Núi thiêng Nuova Gerusalemme (New Jerusalem) của Varallo Sesia (1486), Varallo Sesia, Vercelli
- Núi thiêng Santa Maria Assunta, Serralunga di Crea (1589), Alessandria
- Núi thiêng San Francesco, Orta San Giulio (1590), Novara
- Núi thiêng Mân Côi ở Varese, Varese (1598)
- Núi thiêng của Đức Trinh Nữ, Oropa (1617), Biella
- Núi thiêng của Đức Trinh Nữ Cứu thế, Ossuccio (1635), Como
- Núi thiêng của Thánh Ba Ngôi, Ghiffa (1591), Verbano-Cusio-Ossola
- Núi thiêng và đồi Calvary, Domodossola (1657), Verbano-Cusio-Ossola
- Núi thiêng Belmonte, Valperga (1712), Torino

## Hình ảnh

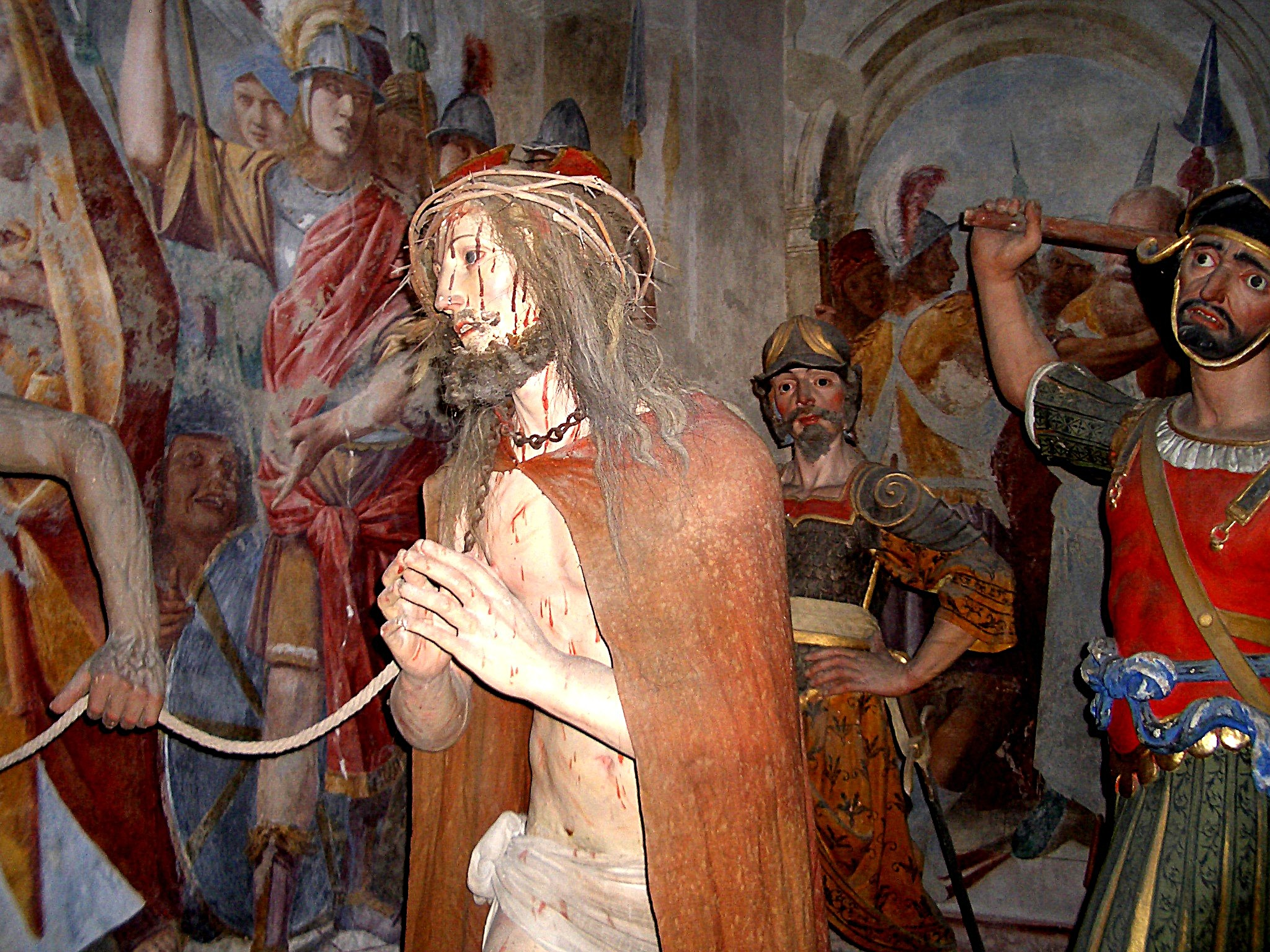
Núi thiêng Varallo. Gaudenzio Ferrari, Tượng Chúa Kitô trên đường đến Đồi Sọ, năm 1510
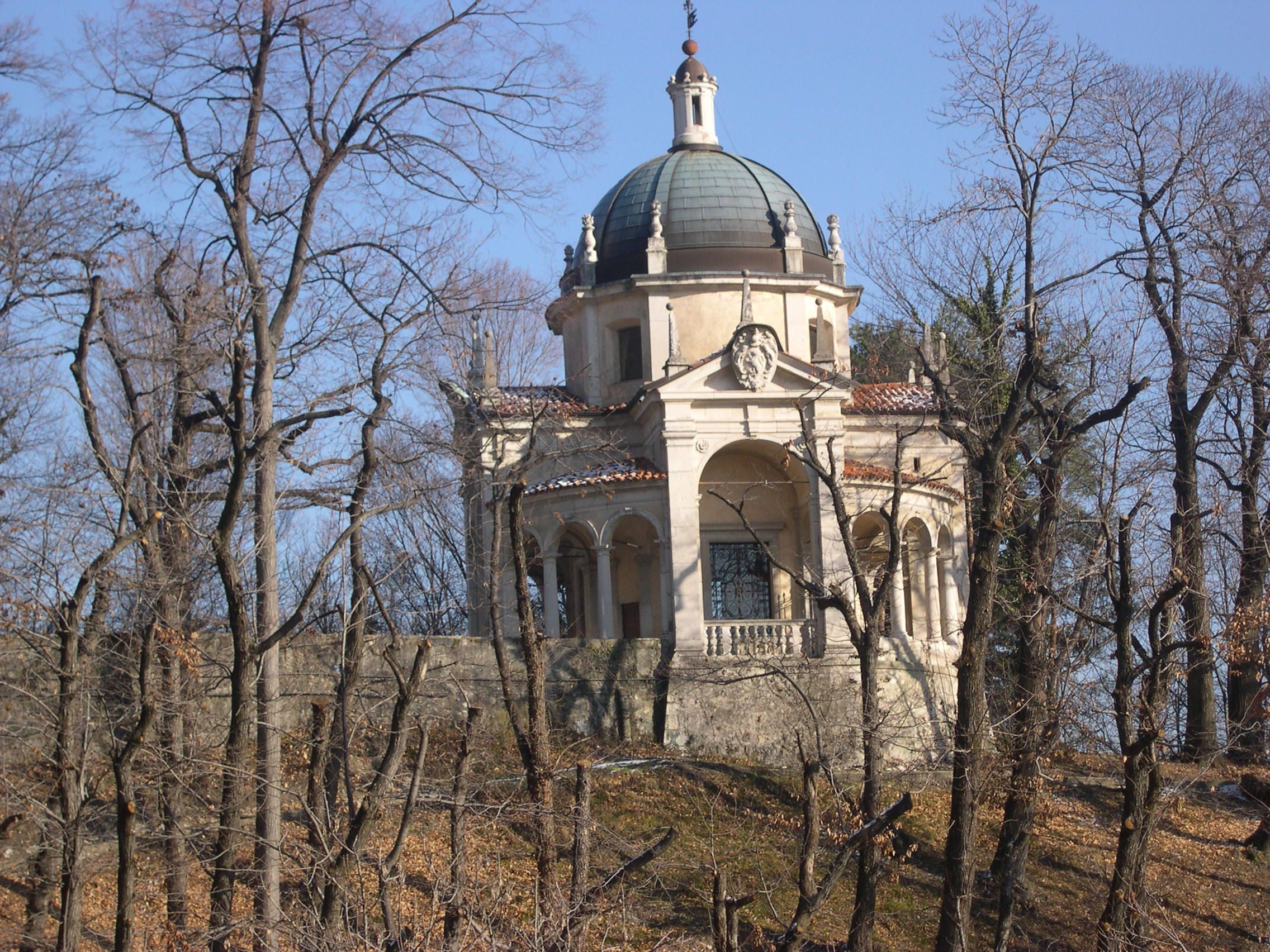
Nhà nguyện IV tại Núi thiêng Varese
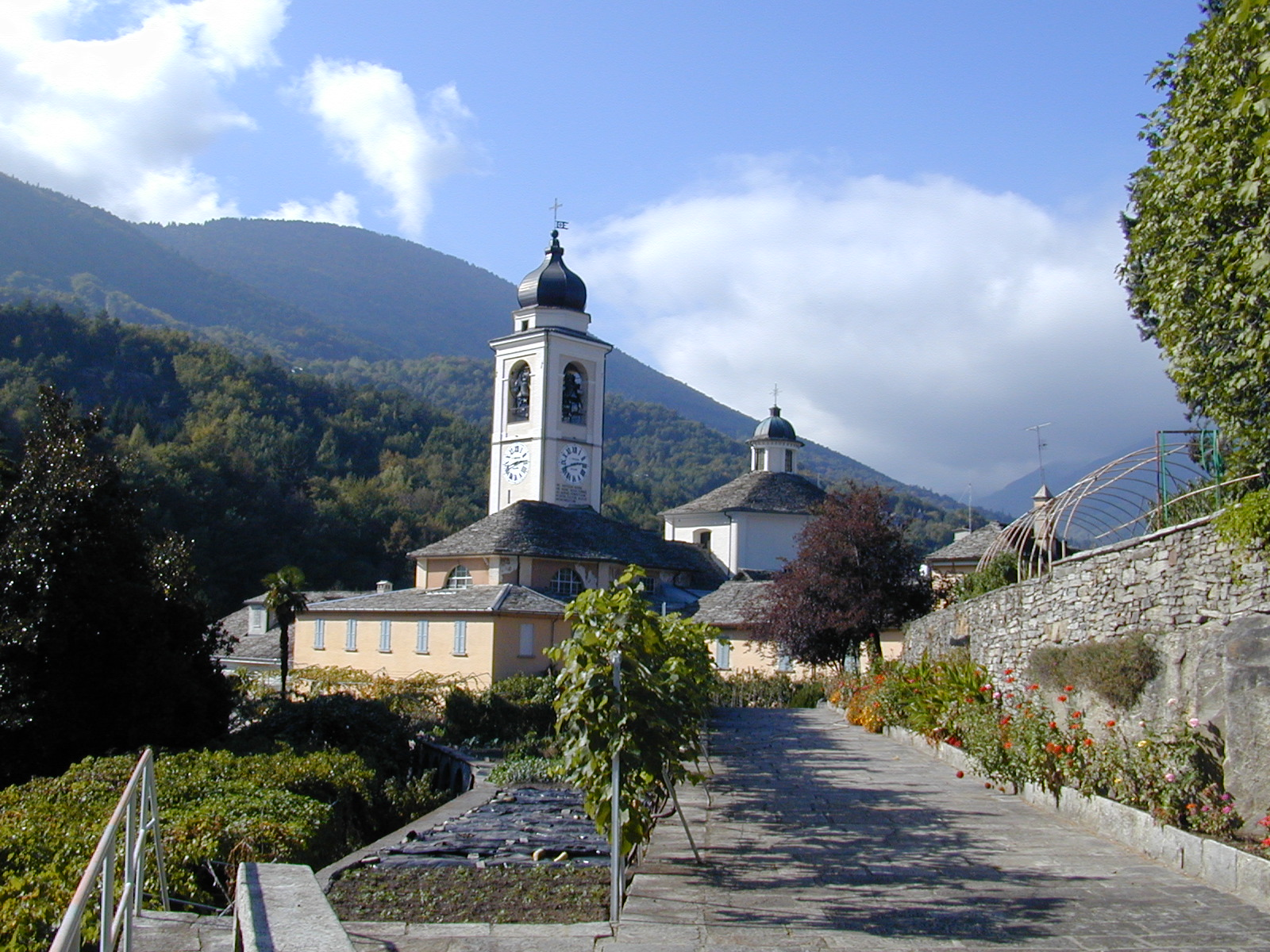
Núi thiêng Domodossola
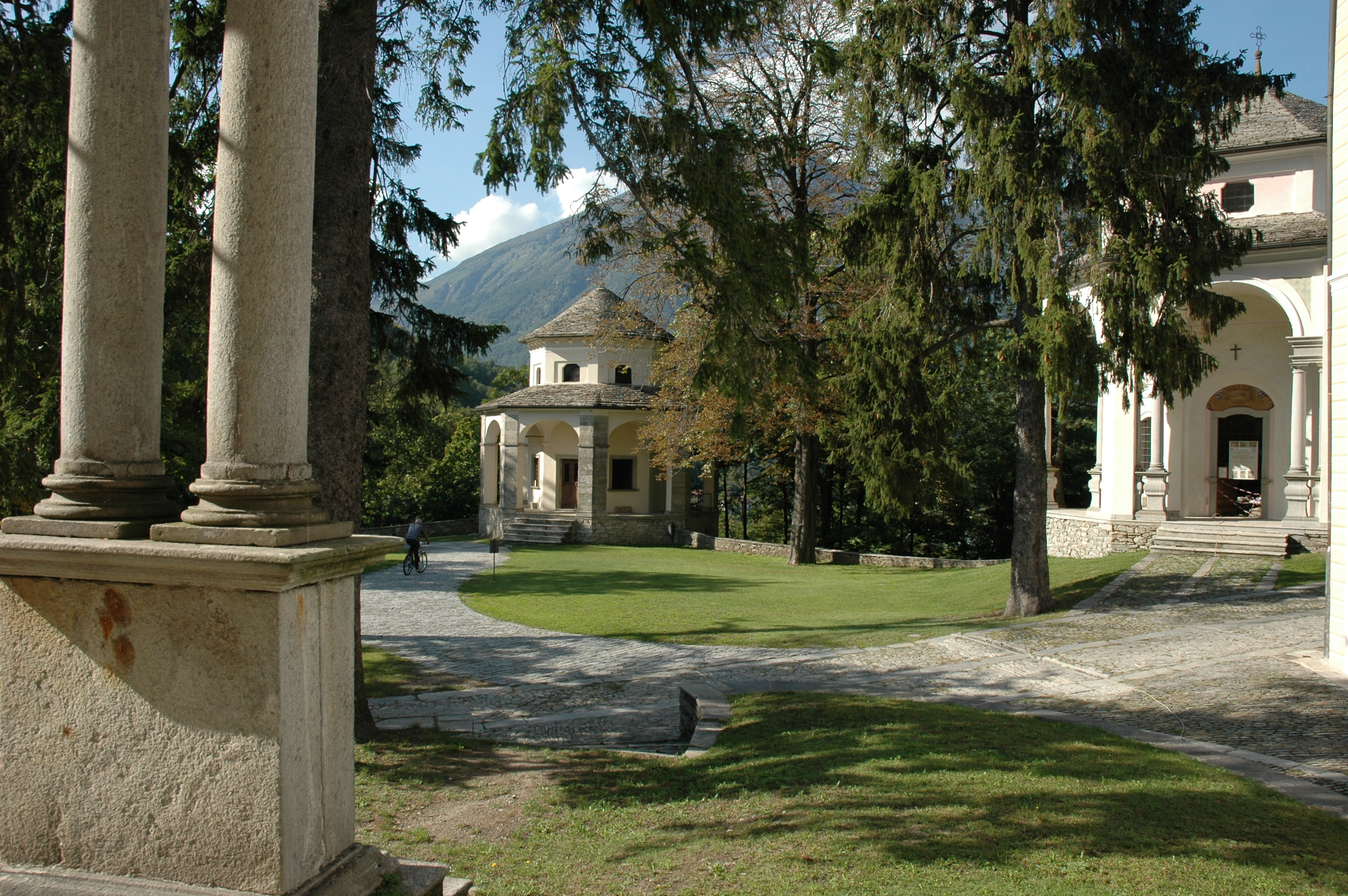
Nhà nguyện IX và XI của Núi thiêng Domodossola.